# Koțiubînske
Koțiubînske (în ucraineană Коцюбинське) este o așezare de tip urban din orașul regional Irpin, regiunea Kiev, Ucraina. În afara localității principale, nu cuprinde și alte sate.

## Demografie
Componența lingvistică a așezării de tip urban Koțiubînske
     Ucraineană (93,66%)
     Rusă (5,96%)
     Alte limbi (0,2%)
Conform recensământului din 2001, majoritatea populației așezării de tip urban Koțiubînske era vorbitoare de ucraineană (93,66%), existând în minoritate și vorbitori de rusă (5,96%).